# قلعه توزنده جان
قلعه توزنده جان مربوط به دوره ساسانیان - دوران‌های تاریخی پس از اسلام است و در شهرستان نیشابور، روستای توزندجان واقع شده و این اثر در تاریخ ۸ خرداد ۱۳۷۸ با شمارهٔ ثبت ۲۳۳۷ به‌عنوان یکی از آثار ملی ایران به ثبت رسیده است.